# Burg Breuberg

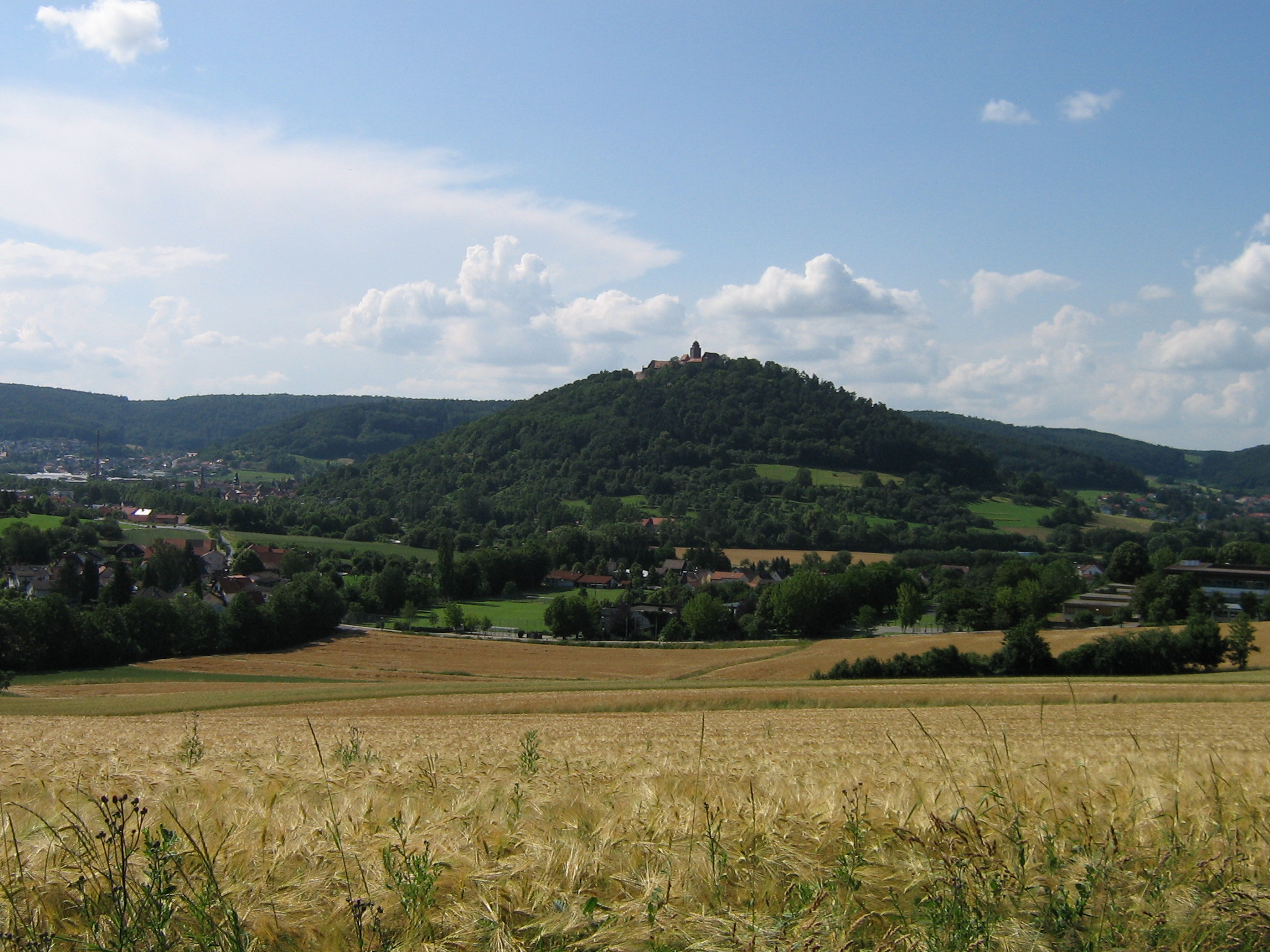
Burg Breuberg im Sommer 2006, Ansicht von Südosten

Die Burg Breuberg (regional auch Breuburg) steht auf dem Burgberg der Stadt Breuberg im hessischen Odenwaldkreis. Sie gehört wegen ihres guten Erhaltungszustands zu den eindrucksvollsten Burganlagen in Südhessen bzw. im Odenwald. Prägend für die Geschichte der ursprünglich stauferzeitlichen Burggründung war nach dem Aussterben der Herren von Breuberg der geteilte Besitz verschiedener, teilweise konfessionell unterschiedlicher Adelsgeschlechter. Die Burg bildete den Mittelpunkt der Herrschaft Breuberg und wurde zeitweise als Residenz genutzt. Große Teile der Substanz dieser Epoche sind erhalten, von denen besonders die Bauten der Gotik und Renaissance von Bedeutung sind. Regional bekannt ist die Burg als Jugendherberge sowie Sitz und Museum des Breuberg-Bundes, der die geschichtliche Erforschung des Odenwaldes fördert.

## Geographische Lage
Burg Breuberg steht als Höhenburg im hessischen und somit nördlichen Teil des Odenwalds auf dem 306 m hohen Breuberg, unmittelbar nördlich bzw. oberhalb von Neustadt, einem Stadtteil von Breuberg. Sie erhebt sich oberhalb der Mümling, die den steil abfallenden Bergkegel in einem weiten Linksbogen zunächst in östlicher, dann nördlicher Richtung umfließt und nach etwa neun Kilometern in den Main mündet. Die Burg liegt im Sandstein-Odenwald, die meisten Steingebäude wurden entsprechend aus dem lokalen Sandstein erbaut.
Mit dem nördlich gelegenen Höhenzug ist die Burg über einen schmalen Sattel verbunden. Dort verlief auf der Höhe die Alte Frankfurter Straße, ein mittelalterlicher Handelsweg, der schon in der Römerzeit benutzt wurde. Am südlichen Berghang sind noch Terrassen von Weinbergen erkennbar, die seit dem 19. Jahrhundert brach liegen. Sie bilden zusammen mit dem Berghang und der Höhenburg als Sachgesamtheit ein Kulturdenkmal.
Im näheren Umfeld der Burg Breuberg sind Kleinburgen in Tallage häufig, die meist niederadligen Burgmannenfamilien zugeschrieben werden. Es sind dies: Burg Dorndiel, die abgegangene Burg Waldamorbach am Geldloch, die sogenannte Bacheburg (Reste der ehemaligen Wasserburg beim Obernburger Ortsteil Neustädter Hof zwischen Mömlingen und Eisenbach, die eine längst zerstörte und abgegangene Vorgängerburg auf dem Schneirersbuckel nur ca. 100 Meter weiter südwestlich hatte), die Burg am Ölenbuckel des Obernburger Ortsteiles Eisenbach (die ebenfalls eine Vorgängerburg hatte) und das sogenannte Mühlhäuser Schlößchen.

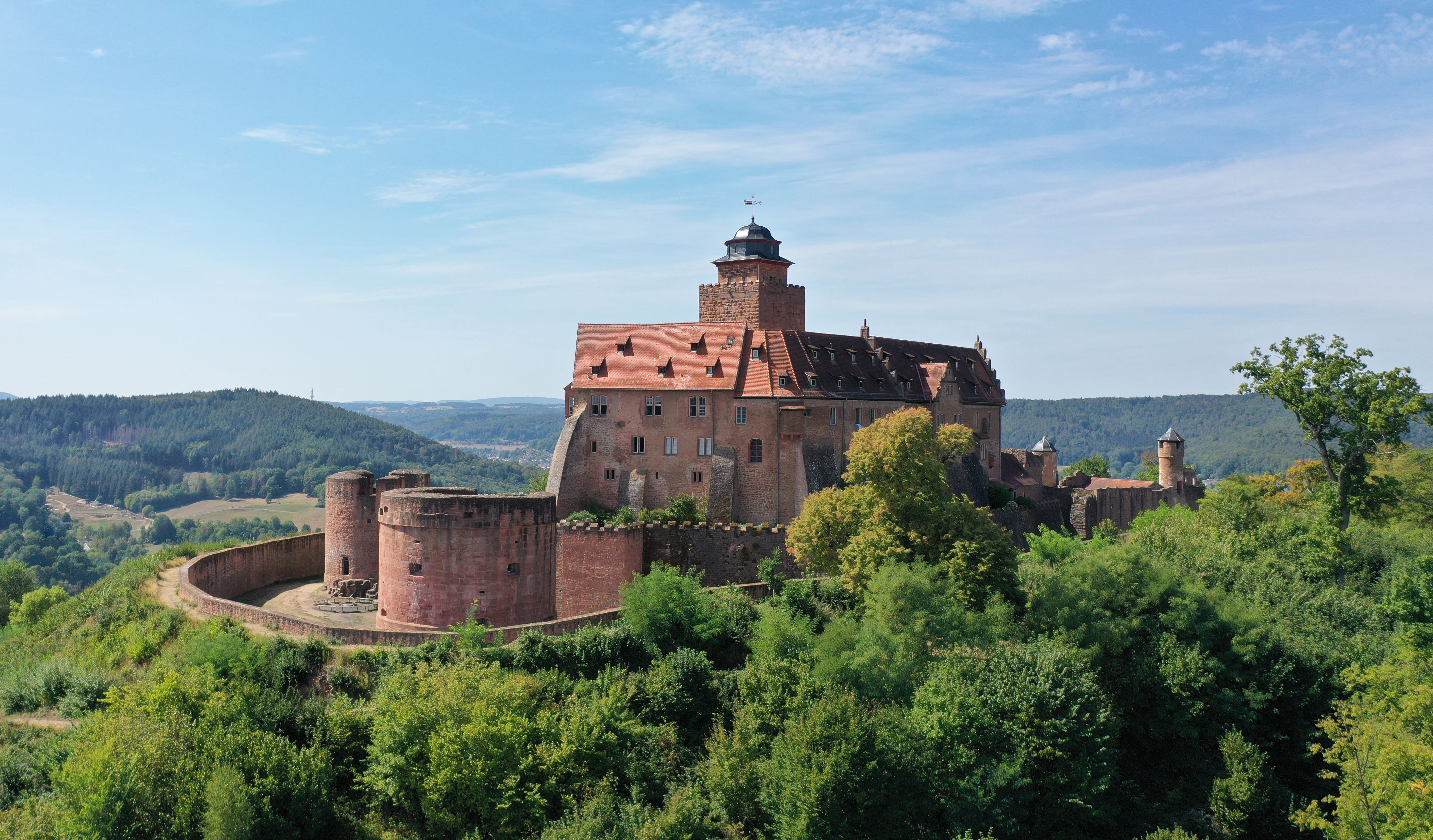
Luftbild aus nordöstlicher Richtung

## Geschichte der Burg

### Mittelalter
Ebenso wie die Veste Otzberg wurde Burg Breuberg wahrscheinlich um oder kurz nach 1200 von der Reichsabtei Fulda unter Abt Markward I. gegründet, um fuldische Besitztümer im Odenwald wie das Kloster Höchst zu sichern. Die Vogtei befand sich im Besitz der örtlich begüterten Edelherren von Lützelbach, die sich daraufhin Herren von Breuberg (auch Reiz von Breuberg) nannten. Ihre Stammburg wurde bisher in der Nähe der Lützelbacher Kirche vermutet. 2001 zeigte der Fund eines starken Fundaments beim Ausheben von Leitungsgräben, dass diese Vermutung wahrscheinlich richtig ist (Burg Lützelbach). 1115 wurde erstmals urkundlich Ludwig von Luetzelbach erwähnt, später 1160 noch Wiknand von Luetzelbach sowie Conradus Reiz de Lucelenbach im Jahre 1222 Konrad II., der mutmaßliche Sohn des Erbauers, als Konrad Reizo von Bruberc.
Sicher in die früheste Bauphase der Burg zu datieren sind nur der Bergfried und das spätromanische Portal der Kernburg. Wohngebäude aus dieser Zeit haben sich nicht erhalten, wenngleich in den Gebäuden der Kernburg einzelne Mauern früherer Gebäude verbaut sein könnten.
Bereits 1323 starb das Geschlecht der Breuberger mit Eberhard III. von Breuberg im Mannesstamm aus. Der Besitz fiel zur Hälfte an Konrad von Trimberg, je ein Viertel an die Grafen von Wertheim und die Herren von Weinsberg. Die Zersplitterung des Besitzes wird an den komplizierten Besitzverhältnissen der folgenden Zeit deutlich: 1336 gehörte die Burg zu drei Vierteln zu Wertheim, Trimberg und die Herren von Eppstein hielten je ein Achtel. 1337 wurde ein Teilungsvertrag geschlossen, in dem festgehalten wurde, welcher Partei welche Bauteile der Burg gehörten und wer sie instand halten musste. Wesentliche Teile wie der Brunnen wurden gemeinschaftlich unterhalten.
Der Burg kam von Wertheimer Seite eine wichtige Rolle in der Territorialpolitik zu, weshalb die Grafen bemüht waren, sie nach und nach vollständig zu erwerben. Doch erst 1497 unter Graf Michael II. gelang dies mit dem Kauf des letzten Anteils. Etwas mehr als 50 Jahre, zwischen 1497 und 1556, besaßen die Grafen von Wertheim die Burg vollständig. Viele Baumaßnahmen fallen in diese Zeit, insbesondere die Anpassung der Befestigung an die Feuerwaffen mit dem Bau der Geschütztürme und der Kanonenplattform (Schütt). In der Burg wurden neue Gebäude errichtet, so das Wertheimer Zeughaus (1528) und Teile des Torbaus. Breuberg wurde damit zu einer kleinen Wertheimer Residenz, aber auch zu einer Festung gegen die Ambitionen größerer Landesherren wie die Landgrafen von Hessen, die Mainzer Erzbischöfe oder die Kurpfalz. Bereits 1378 war unterhalb der Burg die Stadt Neustadt als Burgsiedlung gegründet worden.

### Neuzeit
Nach dem Aussterben der Grafen von Wertheim 1556 wurde die Burg erneut geteilt. Sie befand sich nun je zur Hälfte im Besitz der Grafen von Erbach (seit 1747 der Linie Erbach-Schönberg) und der Grafen zu Stolberg-Königstein. Mit Beginn des 17. Jahrhunderts fiel der stolberg-königsteinische Anteil an der Burg an die Grafen von Löwenstein-Wertheim (später Löwenstein-Wertheim-Rosenberg).

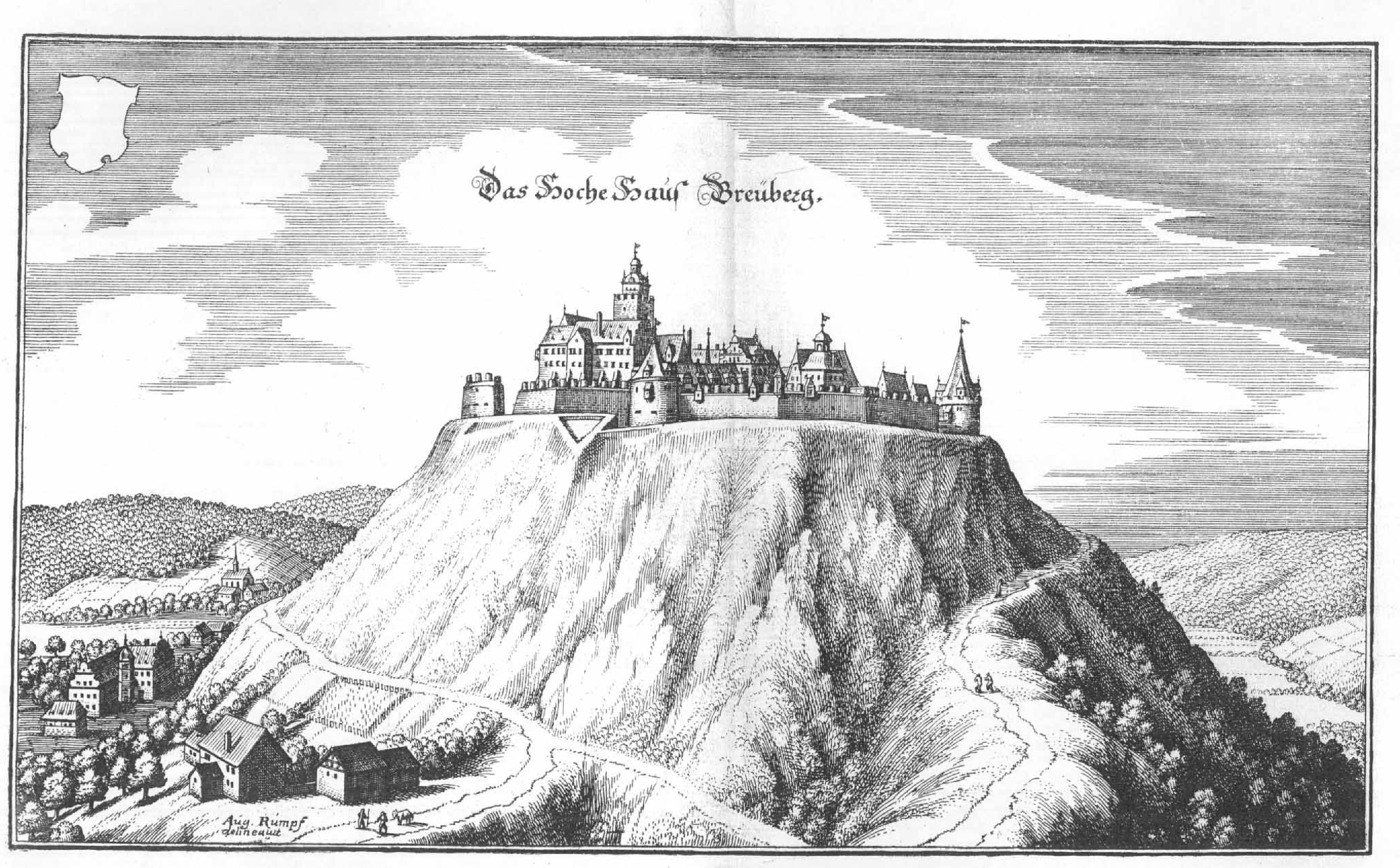
Das hoche haus Breuberg. Merian-Stich aus der Topographia Franconiae 1648

Im Dreißigjährigen Krieg wechselte Burg Breuberg mehrmals den Besitzer. Ausgangspunkt war, dass die Festung je zur Hälfte Landesherren mit unterschiedlicher Konfession gehörte. Mit dem Vorstoß Gustav Adolfs nach Franken übernahmen die protestantischen Grafen von Erbach die Burg komplett. Die Schweden setzten Graf Gottfried von Erbach als Kommandanten ein, welcher der Gegenpartei derart schadete, dass die Grafschaft Erbach später eine hohe Entschädigung zu zahlen hatte. Er starb aber bereits 1635 und wurde in der Burgkapelle bestattet, wo sein Sarkophag im 19. Jahrhundert wiederentdeckt wurde. Im Zuge des Vorrückens der Kaiserlichen nach der Schlacht bei Nördlingen wechselte der Besitz wieder zu den Löwensteinern mit Graf Ferdinand Carl von Löwenstein als Befehlshaber. Die Schweden versuchten 1637 erfolglos unter Jakob von Ramsay, Gouverneur der Festung Hanau, die Burg zu belagern. An das Ereignis erinnert noch die Schwedenschanze nördlich des Wolferhofs. 1639 wurde der erbachische Rat Hinterhöfer von einem löwensteinischen Söldner erschossen, als er vor dem Tor auf Einlass wartete. 1644 konnten die Grafen von Erbach den Breuberg in einem Überraschungsangriff zurückerobern und hielten ihn bis zum Westfälischen Frieden besetzt.
In den größeren kriegerischen Konflikten der Neuzeit wie dem Pfälzischen und dem Österreichischen Erbfolgekrieg war die Festung noch durch Truppen gesichert. Als Herrschaftssitz verlor die Burg aber rasch an Bedeutung. Es blieb die Nutzung als Verwaltungs- und Amtssitz, der erst in der ersten Hälfte des 19. Jahrhunderts nach Neustadt verlegt wurde. Zuvor diente die Burg kurzzeitig ab der napoleonischen Zeit und der Zugehörigkeit zur Landgrafschaft Hessen-Darmstadt in der Zeit von 1810 bis etwa 1850 als Sitz des Landratsbezirks Breuberg, dem Vorgänger des Kreises Neustadt. Danach war Ende des 19. Jahrhunderts in der Burg eine Spielzeugfabrik untergebracht. Ein Fabrikant aus Mainz ließ dort afrikanische Tiere aus Holz fertigen. Da er einen Bruder in den USA hatte, wurden diese verschifft und in den Vereinigten Staaten (z. B. auch in New York) verkauft. Dies endete mit dem Ersten Weltkrieg. Die Burg stand kurze Zeit leer, verblieb aber im Besitz der Häuser Erbach (später Erbach-Schönberg, protestantisch) und Löwenstein-Wertheim (später die Linie Löwenstein-Wertheim-Rosenberg, katholisch).
1919 erwarb das Deutsche Jugendherbergswerk, das ab 1940 zur Hitler-Jugend gehörte, die Burg, die damit Eigentum des Deutschen Reiches wurde. Im Zweiten Weltkrieg waren dort Zwangsarbeiter untergebracht, an die eine Tafel am Eingangstor sowie Ritzungen in kyrillischer Schrift auf dem Bergfried erinnern. 1946 ging Burg Breuberg auf Anordnung der Militärregierung in den Besitz des neu gegründeten Landes Hessen über. Die Burg wird weiterhin als Jugendherberge genutzt, wurde 1987 saniert und wird seit 2001 vom Landesbetrieb Bau und Immobilien Hessen verwaltet. Die Denkmalpflege obliegt der Verwaltung der Staatlichen Schlösser und Gärten Hessen.

## Anlage

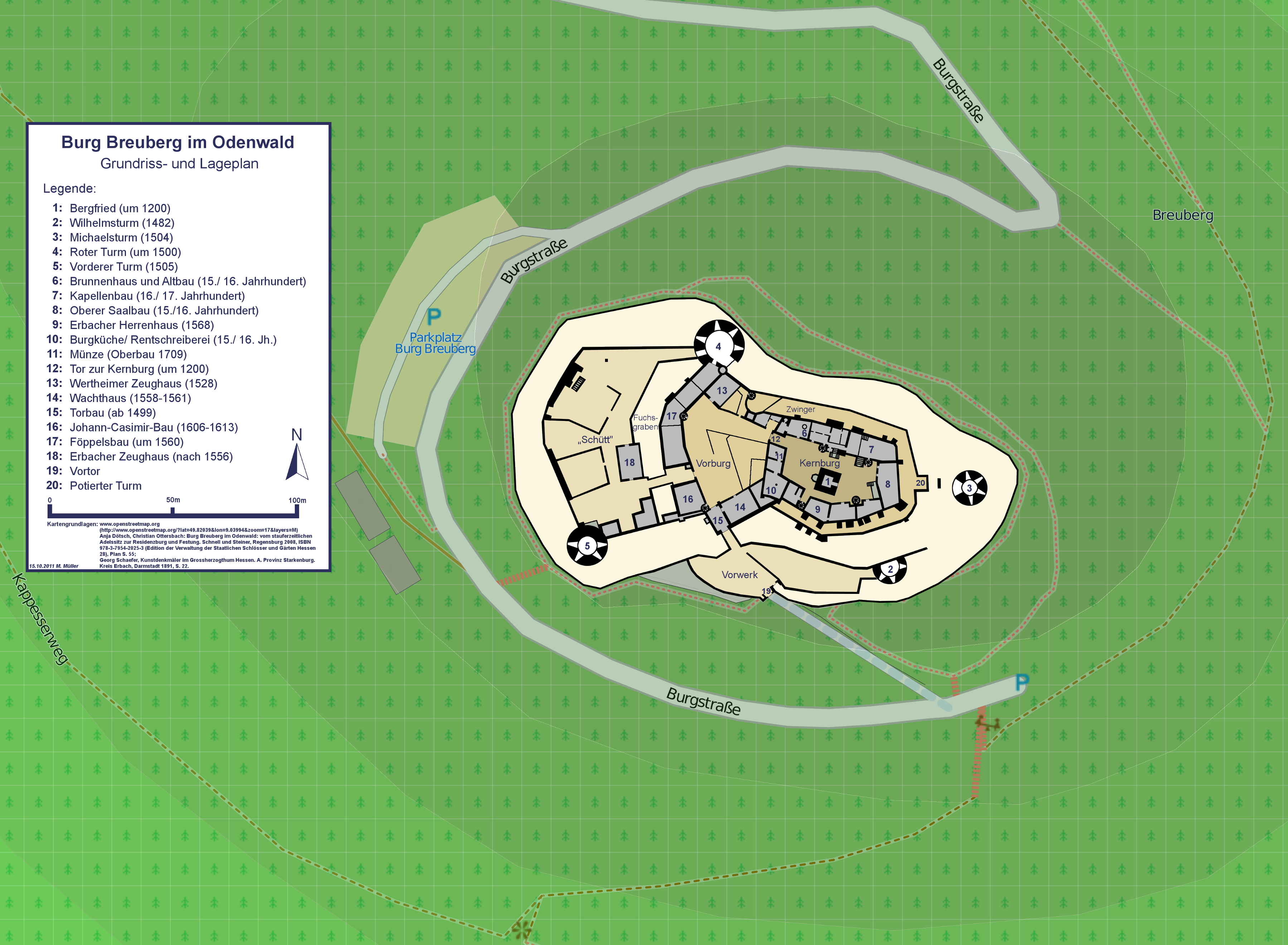
Grundriss- und Lageplan

Die Burganlage gliedert sich in drei Teile: Der älteste Teil ist die Kernburg aus dem 12. Jahrhundert, westlich davon steht die Vorburg aus dem späten 14. und 15. Jahrhundert, deren Baubestand allerdings größtenteils aus der Renaissance stammt. Die Festungswerke der sogenannten Schütt wurden später errichtet. Die rondellförmigen Festungsanlagen im Ringgraben stammen aus dem 16. Jahrhundert. Die einzelnen Teile waren durch Gräben voneinander getrennt.

### Kernburg
Der älteste Teil der Burganlage sind die Hauptburg auf fünfeckigem Grundriss mit Resten des Burggrabens und der Ringmauer, der quaderförmige Bergfried und das Säulenportal am Torbau der Kernburg. Die Ringmauer der Kernburg mit charakteristischen Kleinquadern dürfte ebenfalls in die früheste Zeit gehören. Die Kernburg besitzt mit 1900 m² eine für das 13. Jahrhundert außergewöhnliche Größe. Der mittlere Wert für diese Zeit liegt bei etwa 1000 m².
Die späteren Gebäude aus dem 15. bis 17. Jahrhundert wurden auf die ältere Mauer aufgesetzt. Weil dabei keine Zinnen zugemauert wurden, hat man geschlossen, dass die Ringmauer keine besaß. Wegen der Verwendung als Jugendherberge sind die meisten Gebäude der Kernburg von innen nicht zu besichtigen. Aufgrund neuzeitlicher Umbauten sind keine Einrichtungen aus dem Mittelalter oder der frühen Neuzeit erhalten.
Das zweifach gestufte Sandsteinportal des Torbaus im Westen der Kernburg ist ein hochrangiges Werk der Romanik aus der Zeit um 1200. Es wird von dünnen Halbsäulen mit palmettenverzierten Würfelkapitellen gerahmt. Dazwischen spannt sich ein Rundbogenfries, dessen Konsolen zum Teil als Tier- oder Menschenköpfe herausgearbeitet sind.
An der Nordseite neben dem Tor befindet sich der Altbau (15./16. Jahrhundert) mit Treppenturm und Brunnenhalle. Östlich schließt sich die bereits 1357 erwähnte Kapelle an, der Kapellenbau (auch Neubau) ist jedoch ein Neubau des 16./17. Jahrhunderts. An der östlichen Schmalseite des Hofes befindet sich der Obere Saalbau, auch Frauenhaus genannt. Ein spätgotischer Erker datiert das Gebäude in das 15/.16. Jahrhundert. In der Mitte der Südseite steht das Erbachsche Herrenhaus von 1568 mit gewölbtem Saal im Erdgeschoss und Wohnräumen im Obergeschoss.
Westlich wurden im Anschluss die Rentschreiberei (Ende des 15. Jahrhunderts), die Burgküche (15. bis 16. Jahrhundert) und neben dem Torbau die Münze (Oberbau von 1709) errichtet. Der Riegelbau mit Burgküche und Rentschreiberei enthält sehenswertes Fachwerk mit viertelkreisförmigen Fußbändern und an der Giebelseite verblatteten Kopf- und Fußstreben. Zusammen mit dem Preußischen Hof in Michelstadt von 1443 dürfte er zu den ältesten Fachwerkgebäuden im Odenwaldkreis gehören.

#### Bergfried
Der Bergfried steht frei innerhalb des Burghofes der Kernburg und kann als Aussichtsturm bestiegen werden. Er ist etwa 25 m hoch bei einer Breite von 8,9 m. Seine 2,50 m dicken Mauern bestehen aus Buckelquadern und bossierten Sandsteinen. Die Buckelquader setzen aber regelmäßig erst etwas weiter oben nach einer Ausgleichsschicht und einem Sockel aus Glattquadern ein. Auffällig sind die grob kissenförmig abgearbeiteten Ecksteine. Sie finden sich erstmals beim Ausbau der Reichsburg Trifels, der um 1200 anzusetzen ist. An Burgen im staufischen Einflussbereich, besonders im Neckarraum, sind sie erst nach 1215/20 nachgewiesen.
Die welsche Turmhaube und der obere Abschluss mit Wehrplattform stammen aus dem Jahr 1612, die Zinnen wurden jedoch im 19. Jahrhundert mit zu kleinen Abmessungen und in zu großer Zahl rekonstruiert. Ebenfalls dem frühen 17. Jahrhundert entstammt die Brunnennische an seiner Westseite, die erkennbar nachträglich eingebaut wurde. Sie ist derjenigen im runden Bergfried des Erbacher Schlosses sehr ähnlich. Der ursprüngliche Hocheingang an der Ostseite wurde später als Fenster umgearbeitet und ist noch in 9,50 m Höhe zu erkennen.

Gebäude der Kernburg
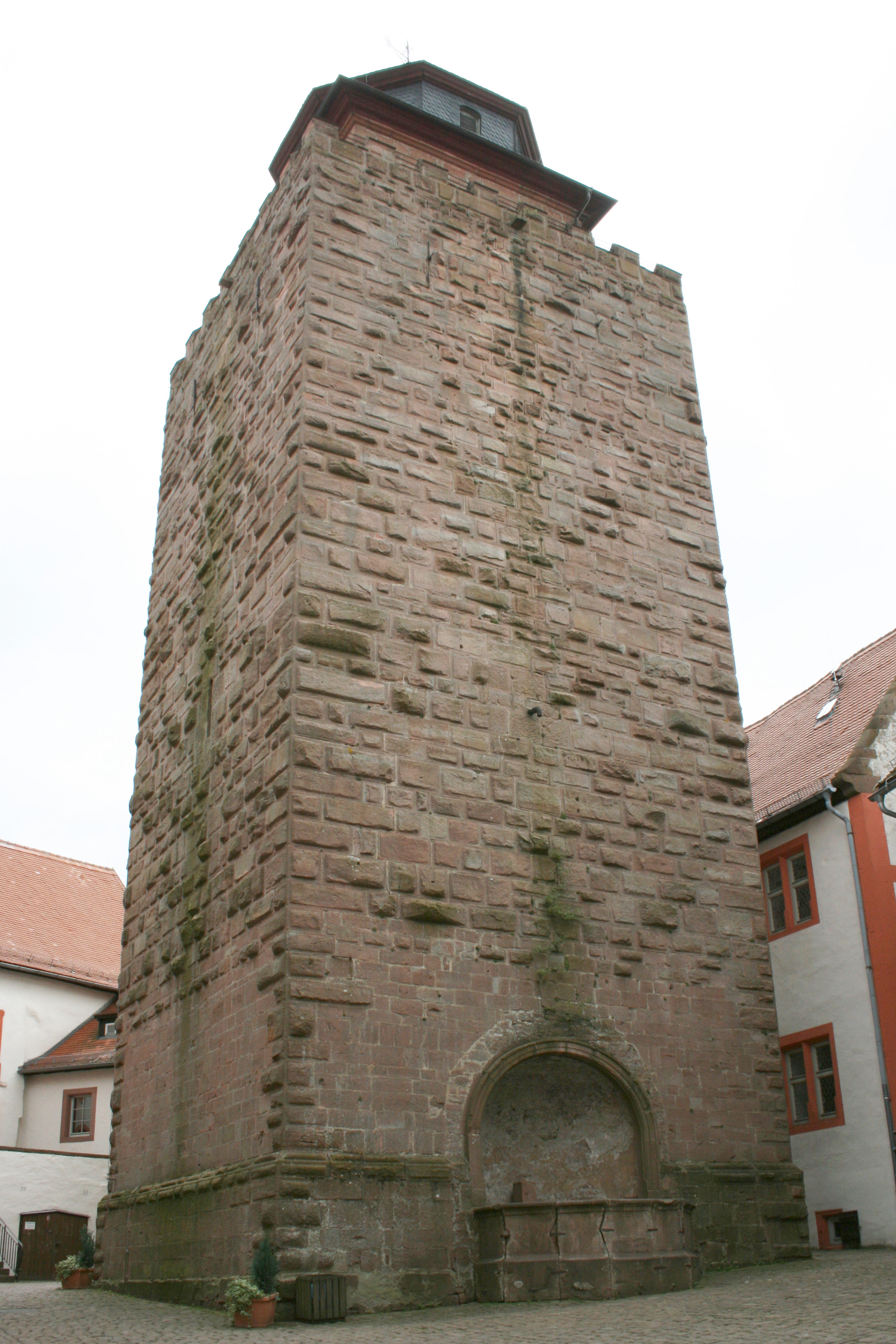
Der 25 m hohe Bergfried
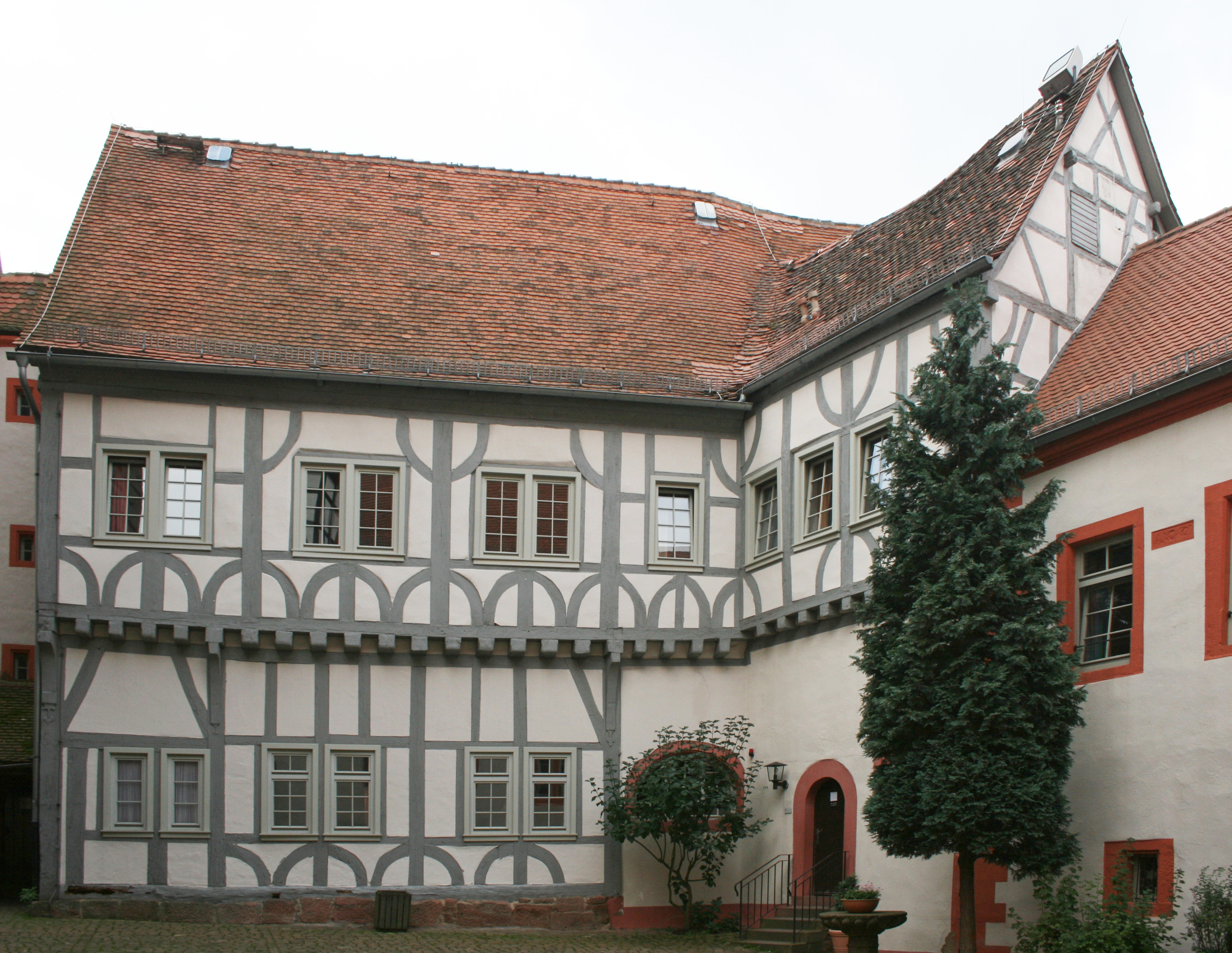
Die Rentschreiberei mit ihrem auffälligen Fachwerk zählt zu den ältesten Fachwerkgebäuden des Odenwaldes
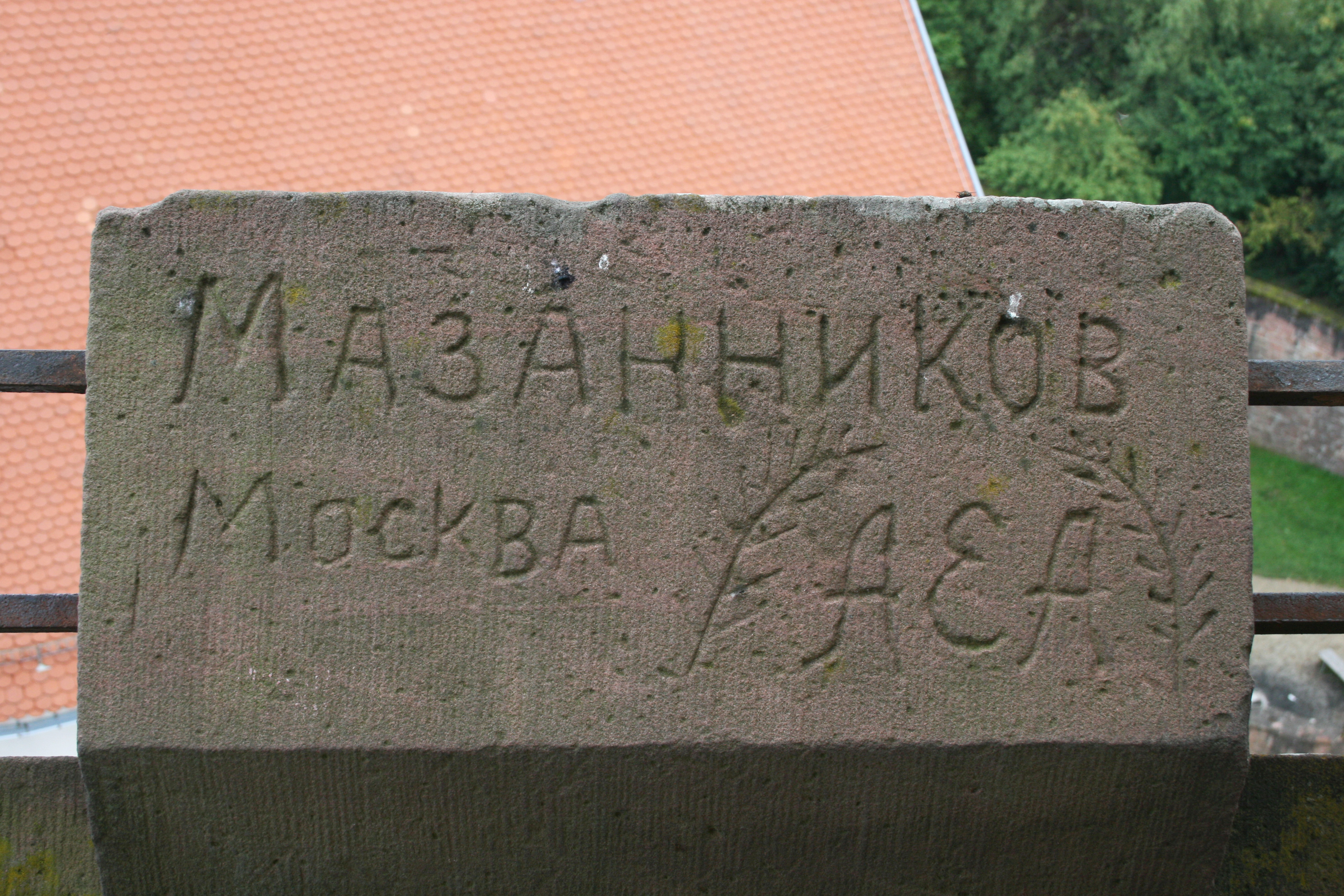
Ritzung sowjetischer Kriegsgefangener in kyrillischer Schrift auf dem Bergfried
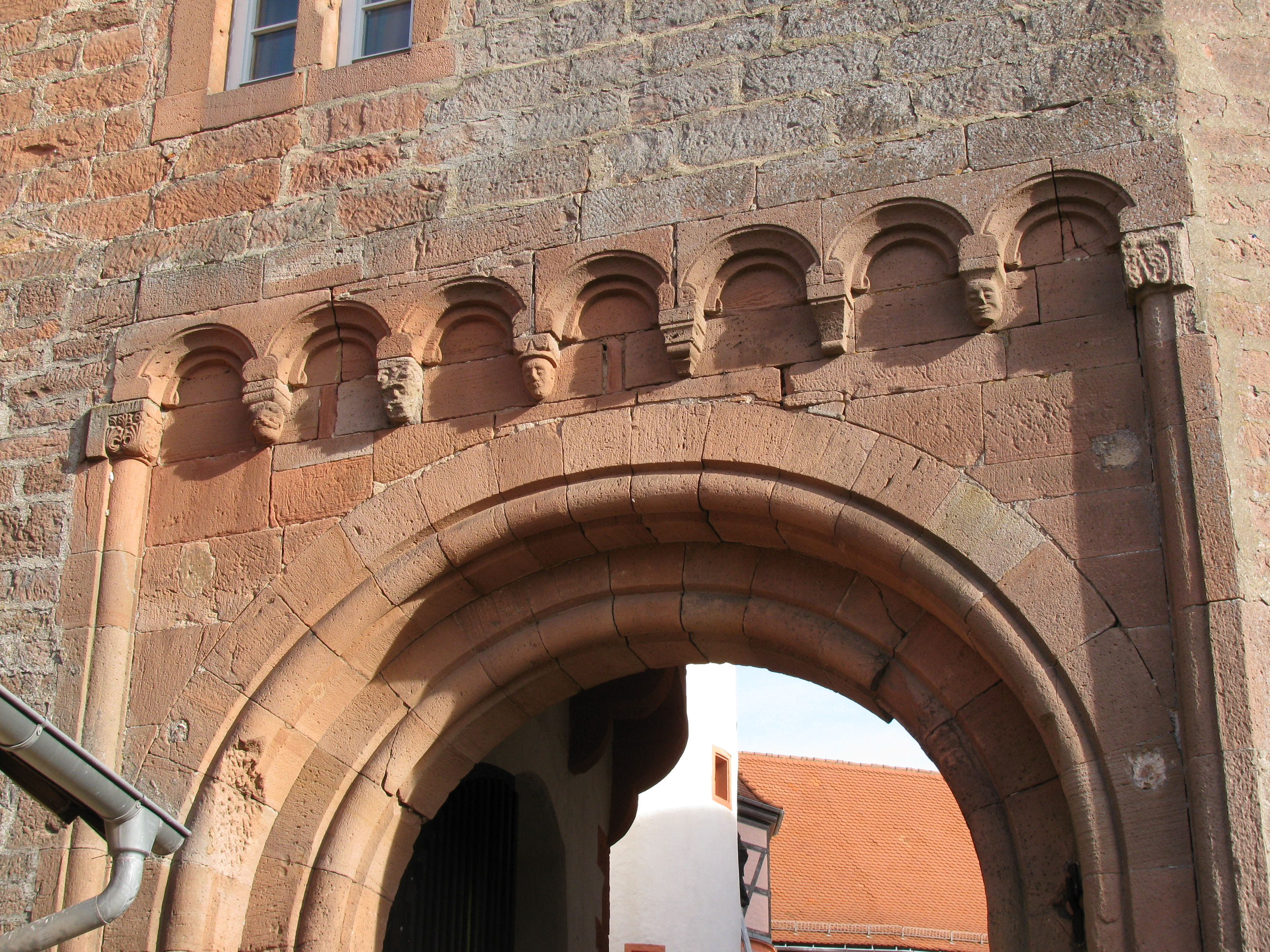
Romanisches Portal der Kernburg mit Rundbogenfries

#### Brunnenhaus und Wasserversorgung der Burg

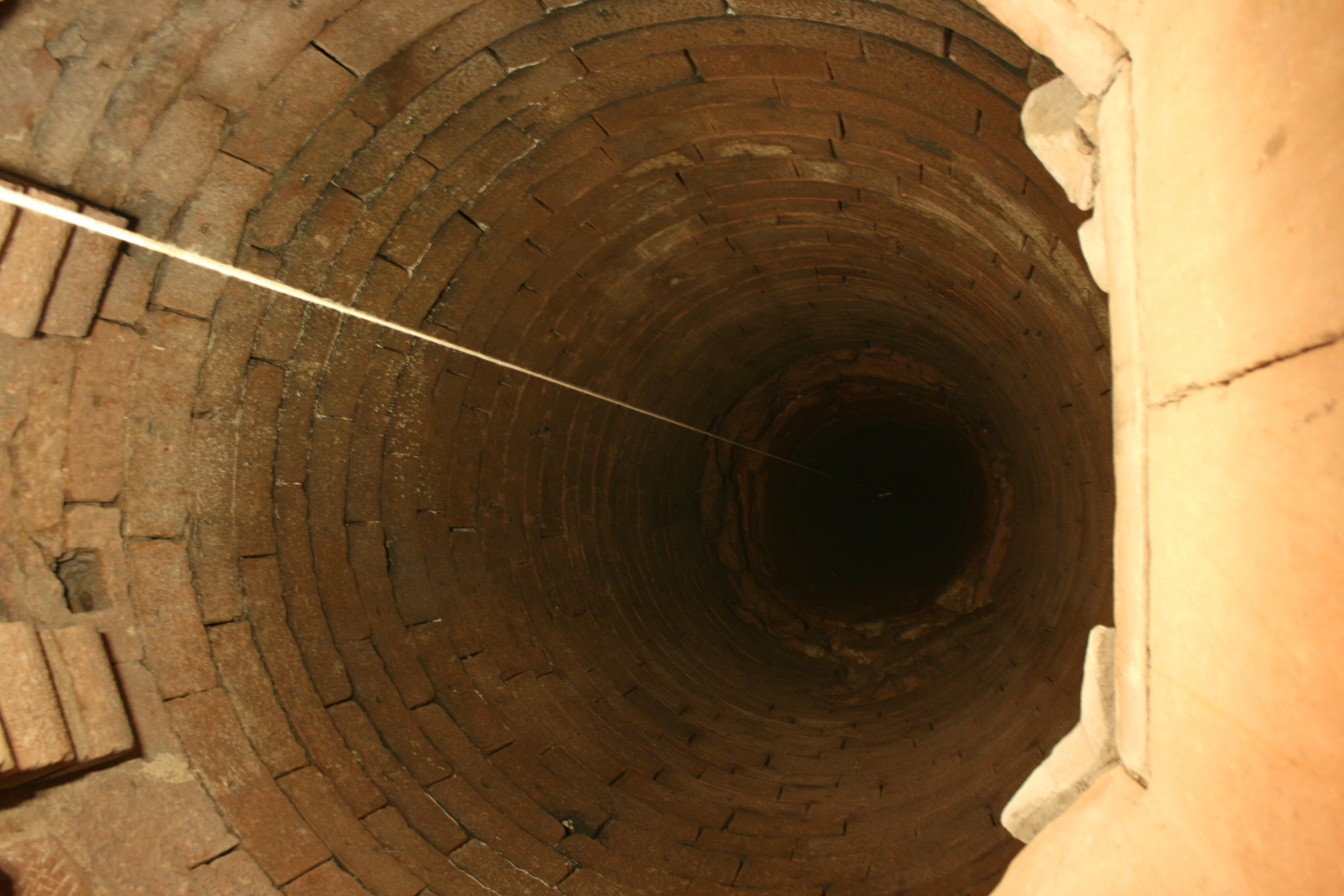
Blick in den Brunnenschacht

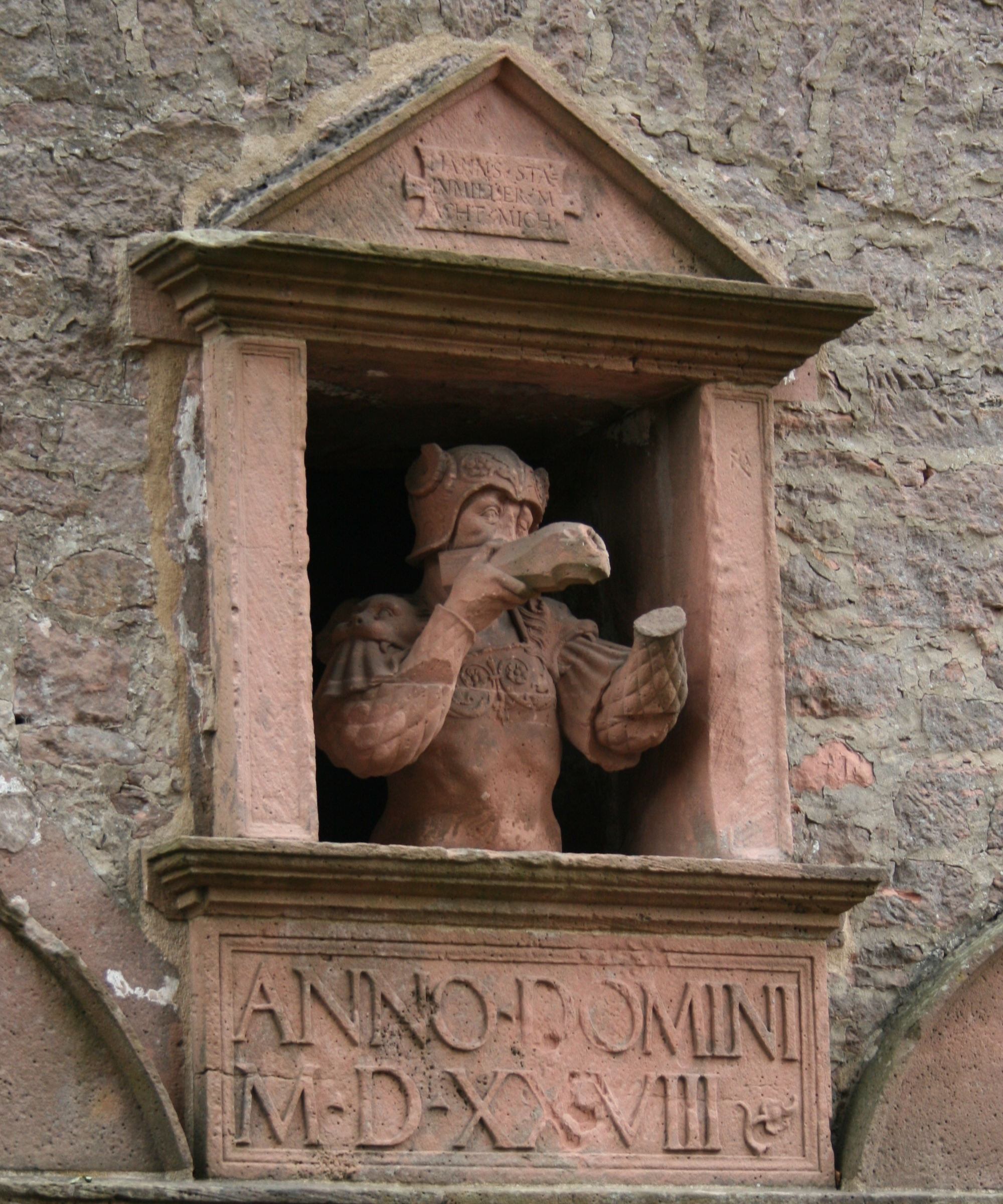
Armbrustschütze im Portal des Wertheimer Zeughauses, 1528

Eines der wichtigsten Burggebäude, früher Alte Kemenate genannt, steht nördlich des Tors zur Kernburg. Im Erdgeschoss liegt der Brunnenraum mit einem 85 m tiefen Brunnen. Das hölzerne Schöpfwerk stammt aus dem Jahr 1560. Dazu gehörte ein raumfüllendes Tretrad, das mittels einer Welle mit Zahnrad-Übersetzung den Wellbaum für das Schöpfseil antrieb. Der größte Teil dieser frühneuzeitlichen Ingenieurskunst wurde in der Zeit nach dem Zweiten Weltkrieg als Heizmaterial verbrannt. Die heutige Anlage ist eine Rekonstruktion von 1974 nach Fotos. Verschiedene Indizien an der früheren Anlage sowie den Einbauten im Brunnenhaus (Größe des Wasserbeckens, leicht verdrehte Aufstellung des zu kleinen Brunnenkranzes, die mit Konsolsteinen darunter ausgeglichen wurde) weisen darauf hin, dass hier nicht mit zwei pendelnden Kübeln am Seil, sondern mit einem Schöpfbecherwerk an einer umlaufenden Eimerkette Wasser gefördert wurde.
Die früheste Wasserversorgung der Burg erfolgte über eine Zisterne, die erstmals 1357 urkundlich erwähnt wurde. Mit der Nutzung als Residenz ab dem 15. Jahrhundert reichte dies für eine vergrößerte Burgbesatzung mit Bediensteten und Pferden nicht mehr aus. Deshalb entschloss man sich, einen Brunnenmeister mit dem Bau zu beauftragen, der mit dem Aussterben der Grafen von Wertheim 1556 noch nicht abgeschlossen war. Eine Nische am unteren Ende des gemauerten Teils des Brunnenschachtes war möglicherweise zur Anlage eines Geheimganges aus der Burg vorgesehen. Während der Arbeiten wurde vielleicht ein Stollen zum Ausbringen des Aushubs genutzt. Nur der obere Teil des Schachtes ist aus großen Quadern gemauert, der untere Teil wurde durch den Sandsteinfels getrieben. Die Arbeiten fanden 1560 mit dem Bau der achteckigen Brunneneinfassung ihren Abschluss.
Bereits im 17. Jahrhundert lieferte der Brunnen nicht mehr ausreichend Wasser. 1754 wurde festgestellt, dass der Schacht mit Steinen, Ziegeln und Erdklumpen verfüllt sei. Eine Räumung brachte keinen Erfolg. Vermutlich hatte sich im Berg der Wasserspiegel abgesenkt, was auf eine unterhalb der Brunnensohle liegende Quelle am Wolferhof zurückgehen könnte. Im Tal wurde ein durch die Mümling angetriebenes Pumpwerk errichtet und in einer gusseisernen Rohrleitung von 2.800 m Länge Wasser auf die Burg gepumpt. Diese Anlage wurde 1675 von französischen Truppen unter Turenne zerstört, die aber die Burg nicht einnehmen konnten. Das Wasser musste seitdem mit Tieren, zumeist Eseln, von der Quelle am Wolferhof auf die Burg geschafft werden. Erst im 20. Jahrhundert wurde wieder eine Pumpe eingebaut, die das Wasser in einen Behälter im Bergfried fördert.

### Vorburg
Die Kernburg erhielt bereits im 14. Jahrhundert ein Vortor vor dem inneren Burgtor. Der im Norden der heutigen Vorburg erhaltene Hexenturm ist ein Teil dieser Toranlage. Im 16. Jahrhundert diente er als Gefängnis. Bereits gegen Ende des 14. Jahrhunderts wurde die Vorburg erweitert, mehrere Ganerben erbauten Wohngebäude im 1406 erstmals urkundlich erwähnten Vorhof. Sowohl das ältere Vortor, als auch die in dieser Zeit entstandene erste Bauform des späteren Torbaus im Süden der Vorburg wiesen Zugbrücken auf, die beide 1409 erwähnt werden – zugleich einer der frühesten Nachweise für Zugbrücken, die sich in der zweiten Hälfte des 14. Jahrhunderts im Burgenbau durchsetzten.
Unter den Grafen von Wertheim und später den Grafen von Erbach wurden mehrere Umbauten vorgenommen. So entstand Ende des 14. Jahrhunderts das Vorwerk mit doppeltem Vortor. Obwohl die Vorburg wahrscheinlich wesentlich früher angelegt wurde, datiert der heutige Baubestand zwischen 1528 und 1620. Gebäude im romanischen und gotischen Stil innerhalb der Vorburg sind der langgestreckte Föppelsbau und das angrenzende Wertheimer Zeughaus mit einem renaissancezeitlichen Portal, das die Jahreszahl 1528 und einen leicht beschädigten Armbrustschützen trägt. Es ist als Werk des Hans Stainmiller bezeichnet.

#### Johann-Casimir-Bau

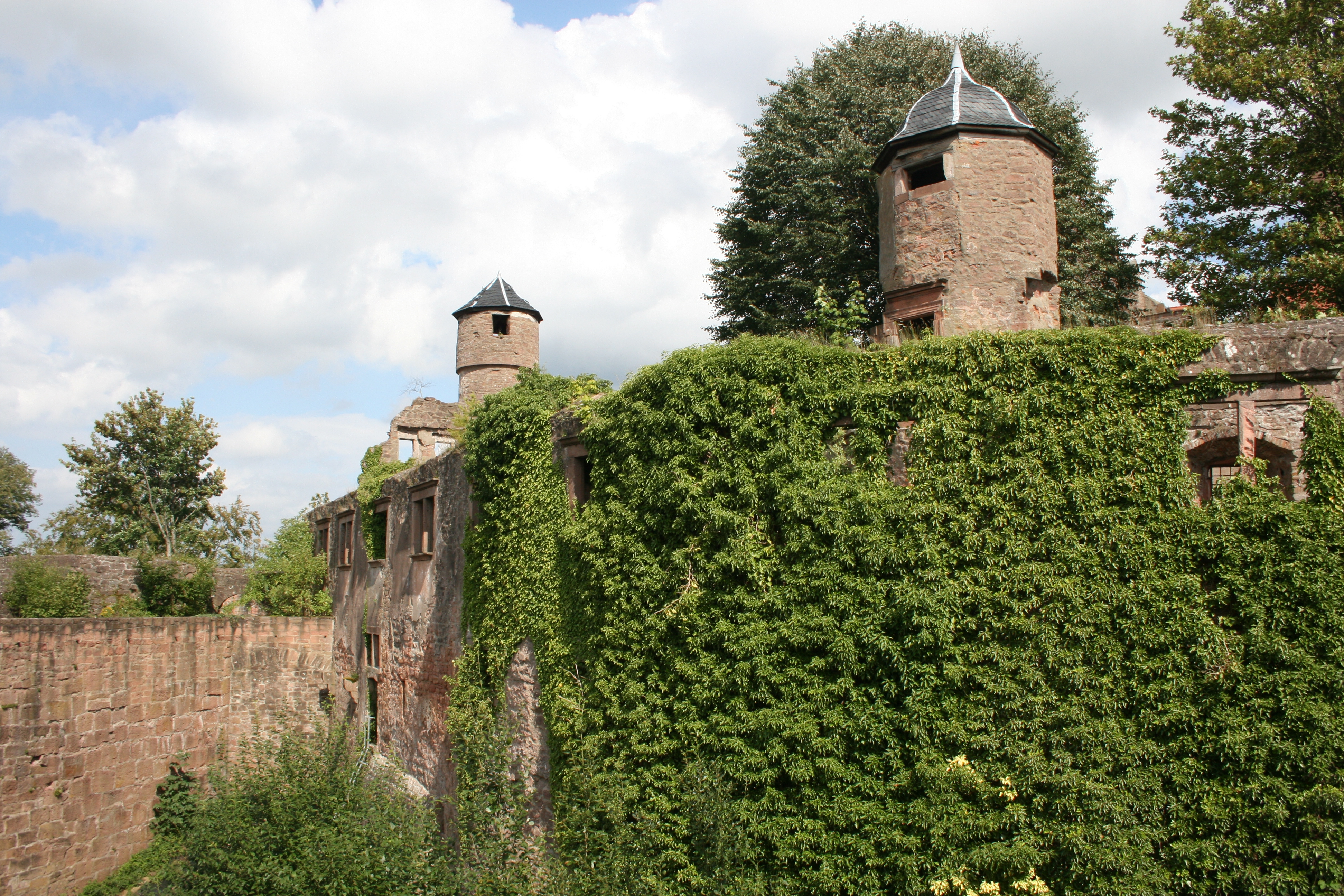
Ruinöser Föppelsbau mit Pulvertürmchen links, Treppenturm rechts, im Vordergrund der Fuchsgraben, Blick aus der Schütt

Zwischen 1606 und 1613 wurde der Johann-Casimir-Bau in Nachbarschaft zum Tor der Vorburg mit gut erhaltener Steingalerie errichtet. Das Erdgeschoss wurde mit einer gewölbten Halle zum Marstall ausgebaut. Im Hoch-Erdgeschoss darüber befindet sich der Rittersaal. Er ist mit einer reich stuckierten Decke ausgestattet, die neben der Wappenfolge der Ahnen des Grafen Johann Casimir zwischen Leisten und Rankenwerk allegorische Figuren und Szenen der klassischen Mythologie enthält. Die Stuckaturen zählen zu den bedeutendsten Arbeiten der Spätrenaissance und des Manierismus im süddeutschen Raum. Sie wurden vermutlich von Eberhard Fischer aus Babenhausen zwischen 1610 und 1624 geschaffen, der auch die Decke des Einhard-Hauses in Seligenstadt stuckierte. Ein Figurenfries an den Wänden zeigt antike Gottheiten. In dem Gebäude ist das Breuberg-Museum eingerichtet.

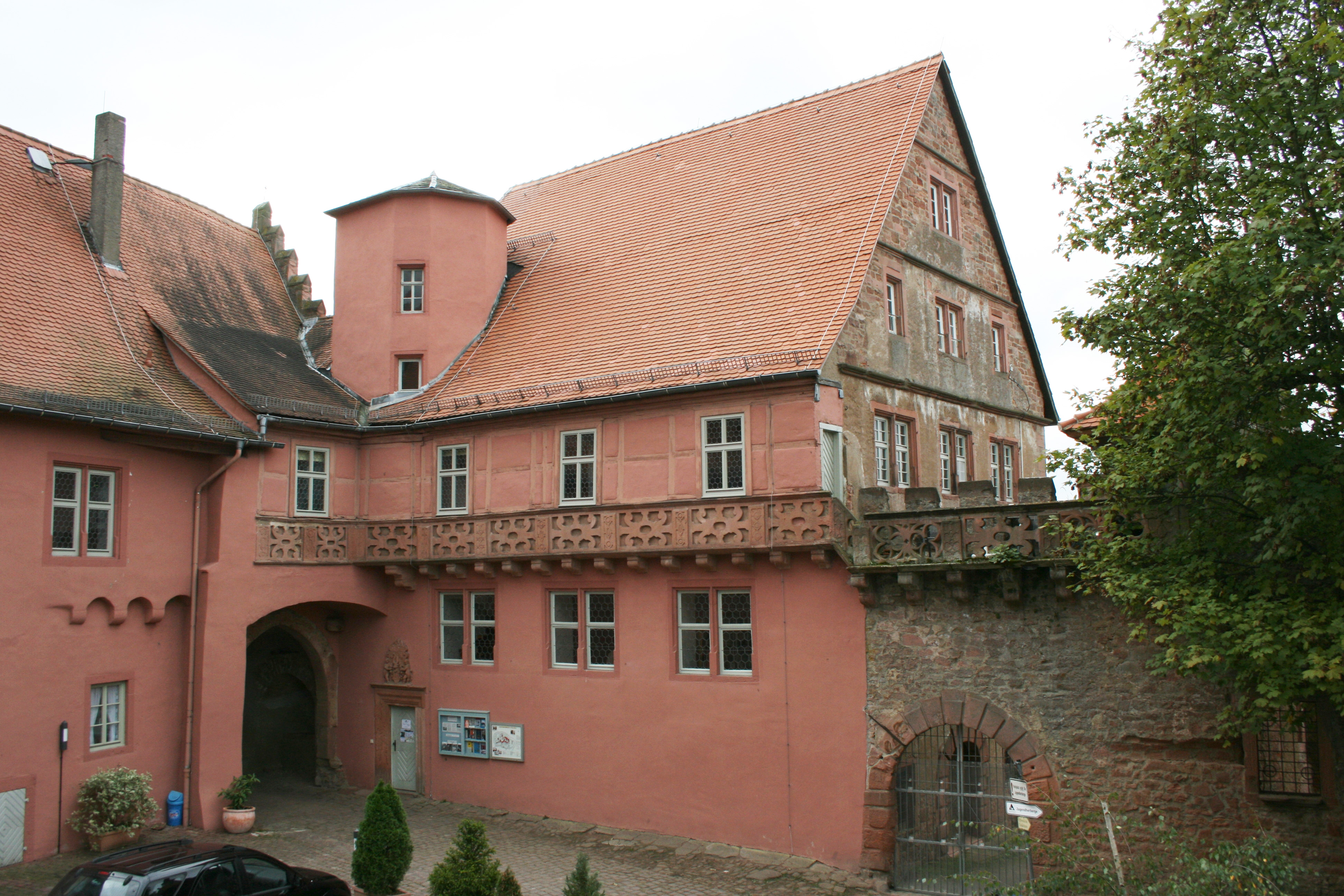
Johann-Casimir-Bau, gut erkennbar die vermauerte Balustrade im Obergeschoss
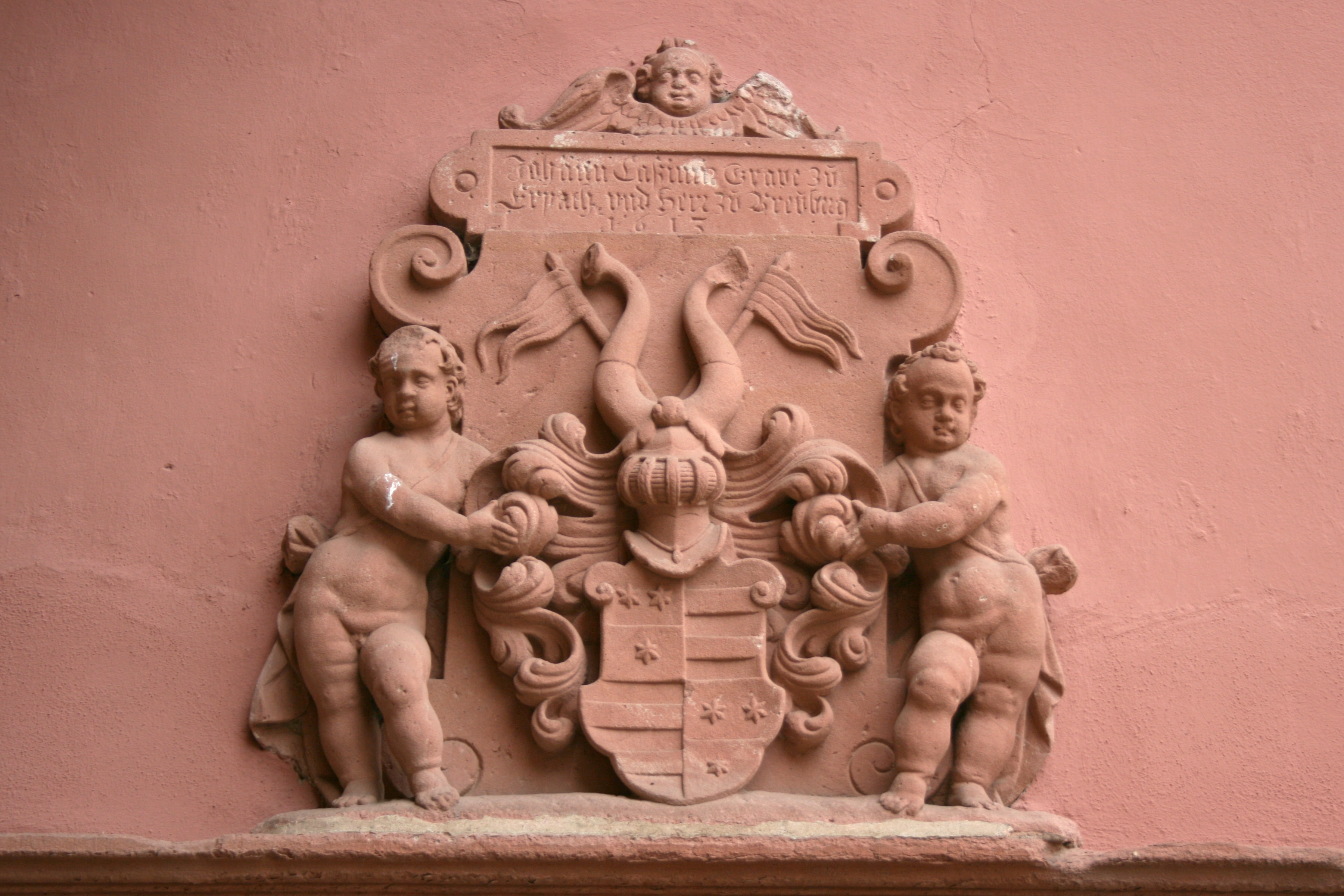
Erbachisches Wappen über dem Eingang
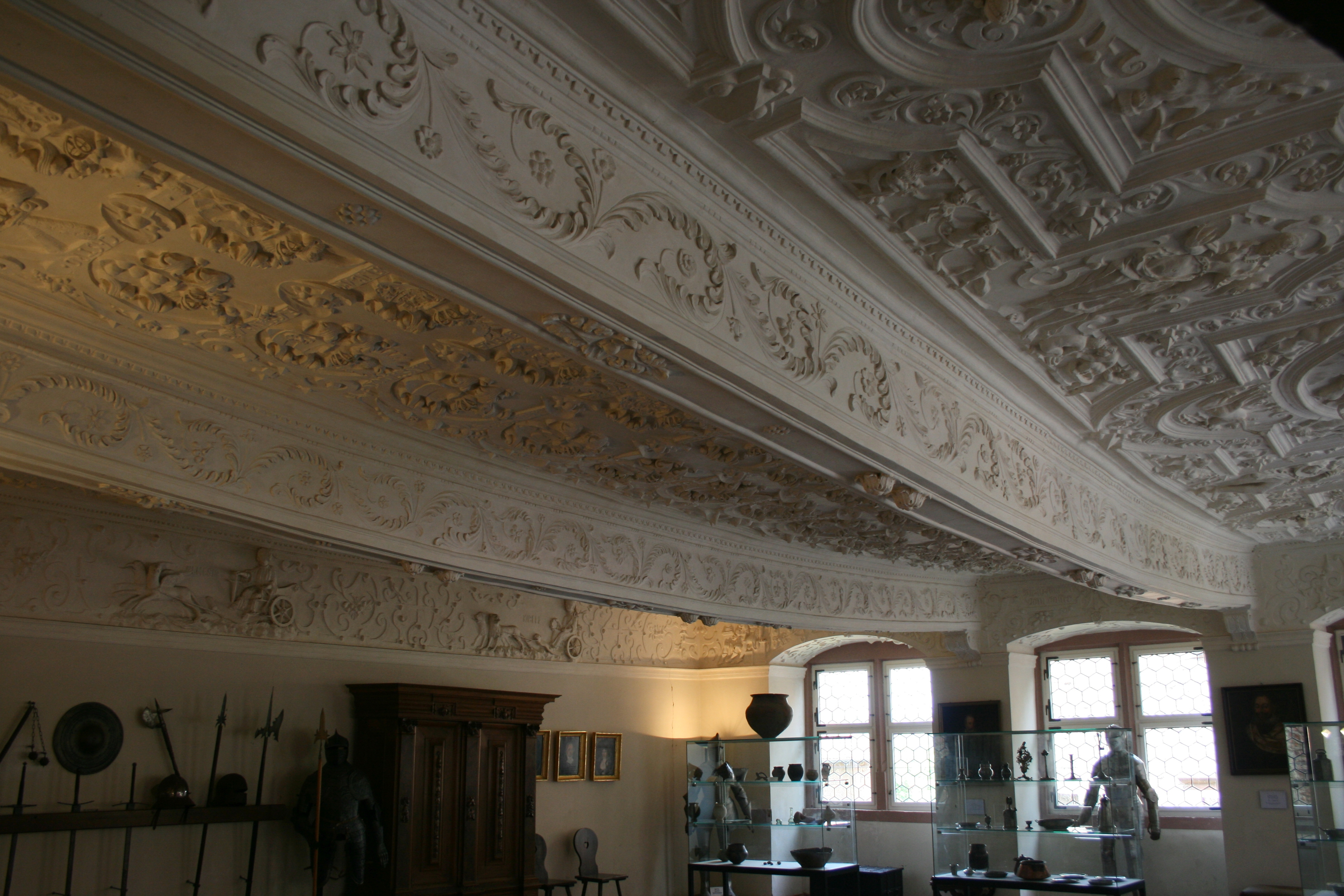
Stuckdecke im Rittersaal

#### Föppelsbau
Der Föppelsbau (auch Föpplsbau oder Wertheimer Kanzleibau), so benannt nach einem Verwalter im 19. Jahrhundert, ist ein winkelförmiges, langgestrecktes Wohnhaus aus der Zeit um 1560. Das mit dem Keller in den älteren Graben gesetzte Gebäude besaß aber einen Vorgänger, wie eine Inschrift auf der Grabenseite mit der Jahreszahl 1506 belegt. Sehenswert ist der südliche Giebel zur Brücke in die Schütt vom Beginn des 17. Jahrhunderts mit Schweifwerk, Halbkreisabschluss mit Fächerrosette und einem Obelisk. Im Winkel der Hofseite befindet sich ein Treppenturm mit welscher Haube. Die Grafen von Löwenstein ließen um 1850 den Föppelsbau teilweise abbrechen, der seitdem eine Ruine ohne Dach ist.

#### Torbau
Ein Torbau mit tonnengewölbter Torhalle und Wachstube bildet den Eingang zur Vorburg. Eine Wappenkartusche datiert das Gebäude auf das Jahr 1499, es wurde jedoch seitdem einige Male umgebaut. Das Tor war ursprünglich mit einer hölzernen Zugbrücke versehen, die im Jahre 1812 durch eine Steinbrücke ersetzt wurde. Unter den Bohlen in der Tordurchfahrt, die im Notfall entfernt werden konnten, ist eine tiefe Fallgrube angelegt. Auf eine ältere Toranlage verweist ein zugemauertes Vortor, das in der Außenmauer des Vorwerks südwestlich des Tores noch erkennbar ist. Rechts neben dem heutigen Tor befindet sich der „Spottkopf“, im Volksmund „Breilecker“ genannt (am Torbau der Vorburg über der Steinbrücke). Tatsächlich leckt dieser aber keinen Brei, sondern streckt die Zunge heraus.
Das jüngere Wachthaus als eigener Flügel steht zwischen der Zwingermauer der Kernburg und dem Torhaus. Es entstand in seiner heutigen Form zwischen 1558 und 1561, das untere Geschoss möglicherweise bereits kurz nach dem Torhaus. Darin befindet sich die Burggastronomie.

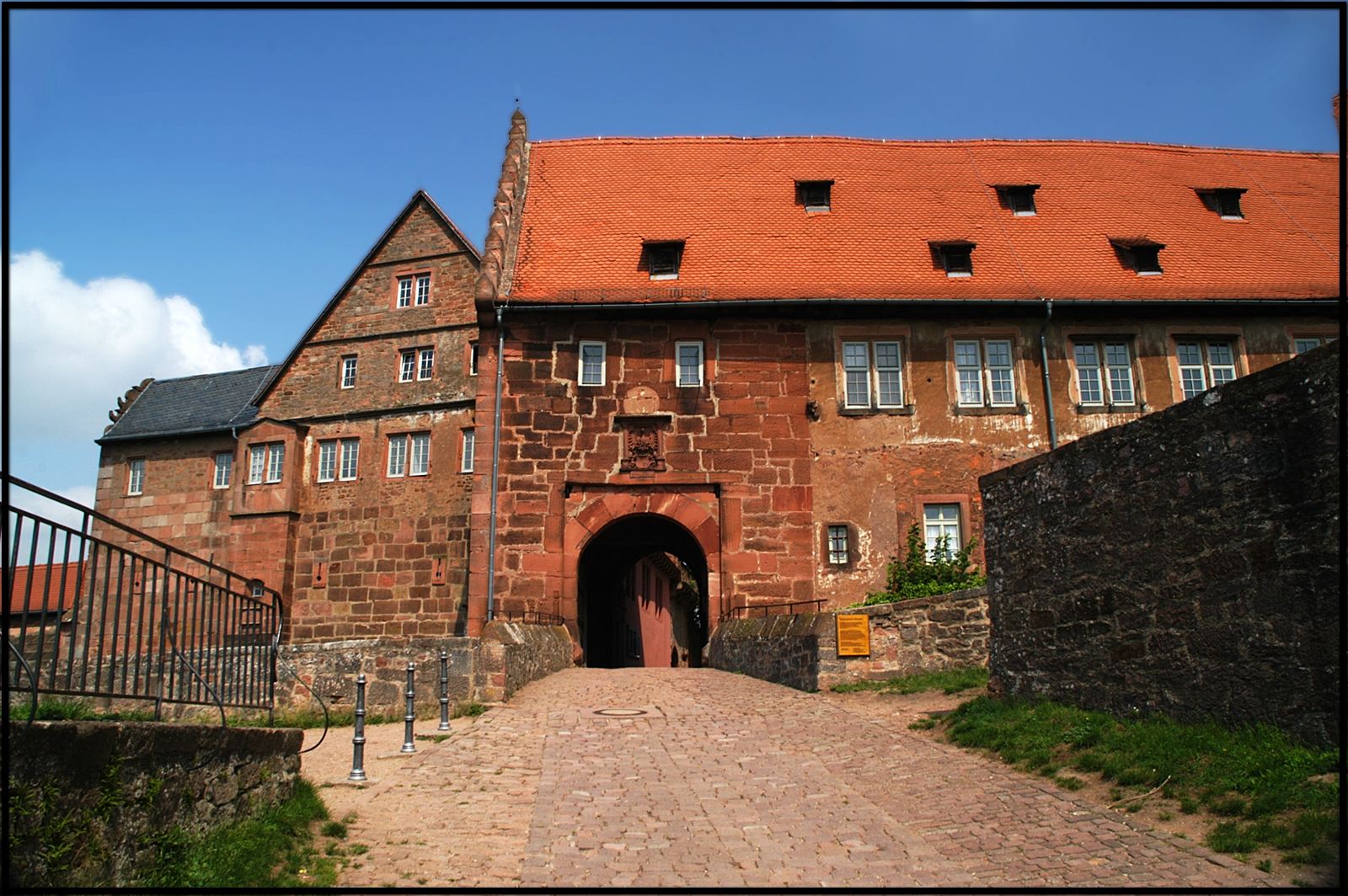
Eingang in die Vorburg und Torbau
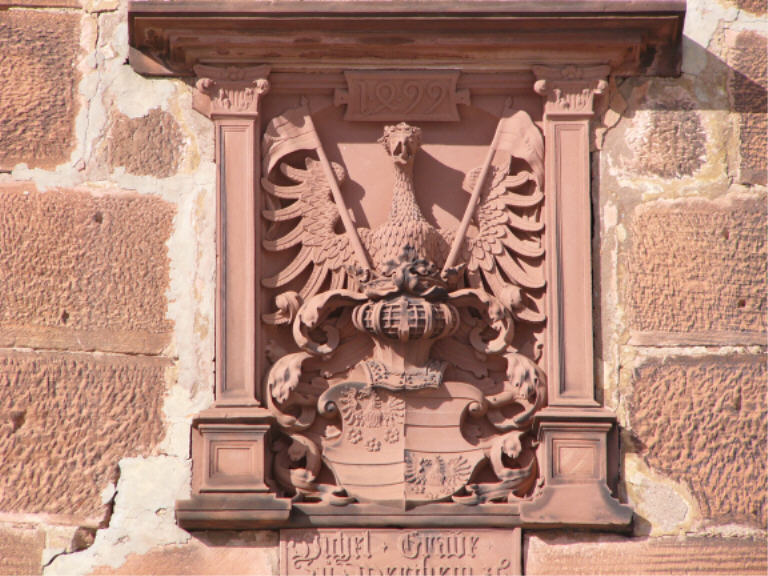
Wappen über dem Torbau
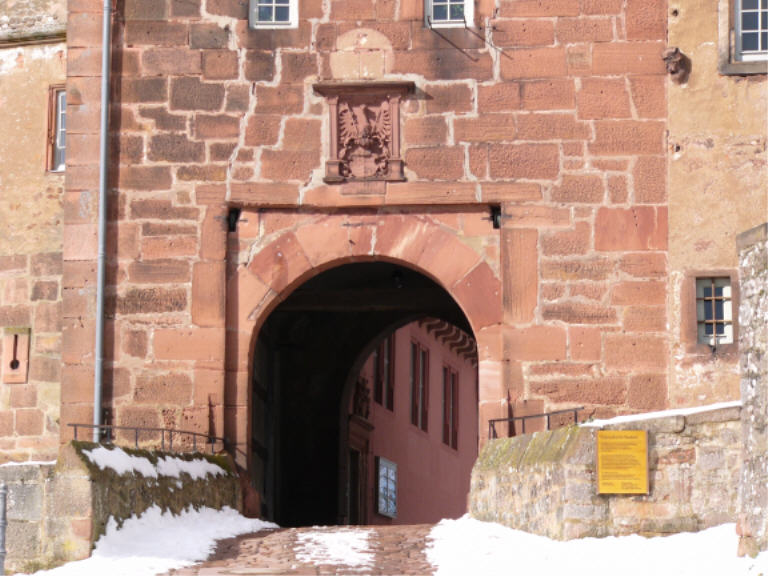
Zugang zur Burg

### Zwinger, Festungsbauten und sogenannte Schütt
Zwischen 1480 und 1530 wurde Burg Breuberg den durch die Einführung von Feuerwaffen veränderten Bedingungen angepasst. Die mittelalterliche Burganlage erhielt als Zwinger eine polygonale Umwehrung mit 10–14 m hohen, bastionierten Böschungsmauern (Contrescarpe) und davorliegendem trockenem Ringgraben. Vier mächtige Geschütztürme wurden zwischen 1480 und 1507 erbaut. Ihre Mauerstärke beträgt 3–6 m bei einem Durchmesser von 20 m (Roter Turm) und 14,5 m bei den übrigen. Die Namen lauten (vom Eingang aus im Uhrzeigersinn): Vorderer Turm (westlich des Eingangs), Roter Turm (nördliche Begrenzung des Fuchsgrabens, im Durchmesser größter Turm, 1507), Michaelsturm (1504, östlich der Kernburg, freistehend im Zwinger) und Wilhelmsturm (vor 1482), der wohl älteste der Geschütztürme, der halbrund an die südöstliche Zwingermauer angebaut wurde. Wilhelms- und Michaelsturm waren über eine kleine hölzerne Zugbrücke mit der Kernburg verbunden. Vom 1505 errichteten Vorderen Turm ist noch eine hölzerne Geschützlade erhalten.
Westlich der Vorburg wurde an der Hauptangriffsseite eine Plattform zur Aufstellung von Kanonen aufgeschüttet. Der Fuchs- oder Mühlgraben trennt sie von der älteren Vorburg. Im Bereich der sogenannten Schütt befinden sich das kürzlich sanierte erbachische Zeughaus, einige Nebengebäude mit Fachwerkaufsatz sowie zwei ummauerte Burggärten. Einer dieser Gärten enthielt ein Lusthaus mit Dachreiter, das auf dem Merian-Stich zu erkennen ist.

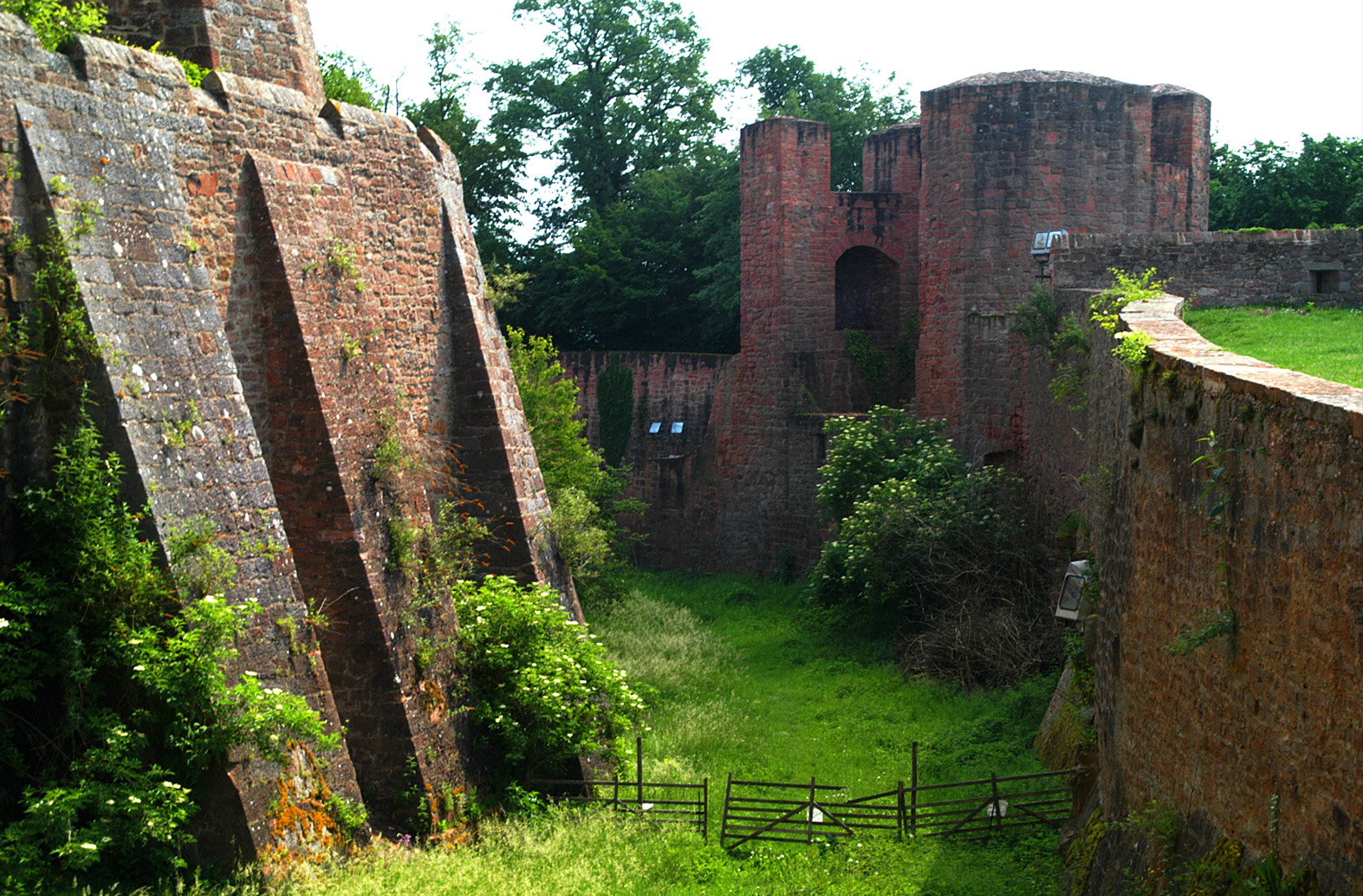
Blick in den Zwingergraben mit Contrescarpe und Geschützturm (Wilhelmsturm)
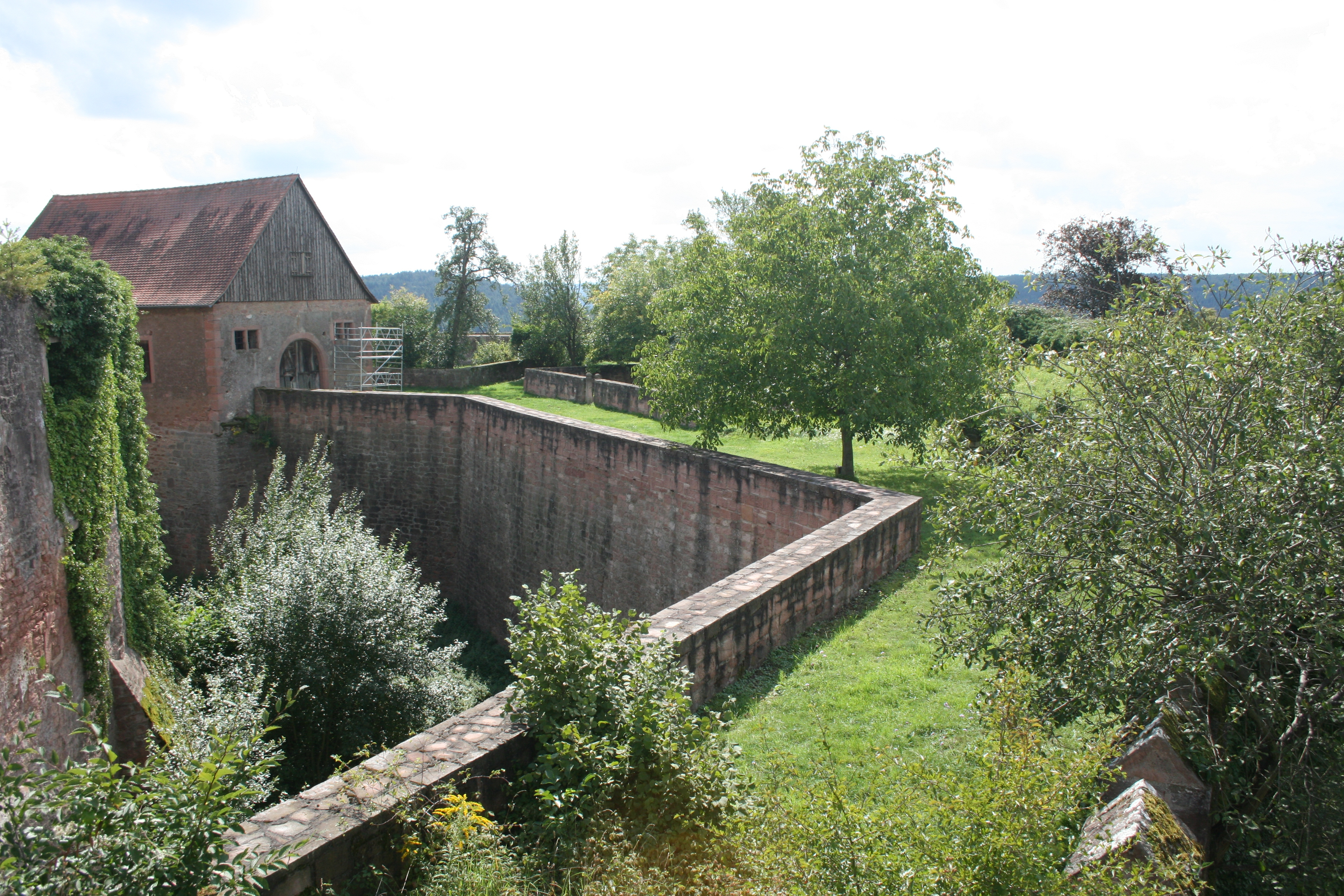
Blick vom nördlichen Geschützturm (Roter Turm) in die Schütt, links Fuchsgraben und Erbacher Zeughaus
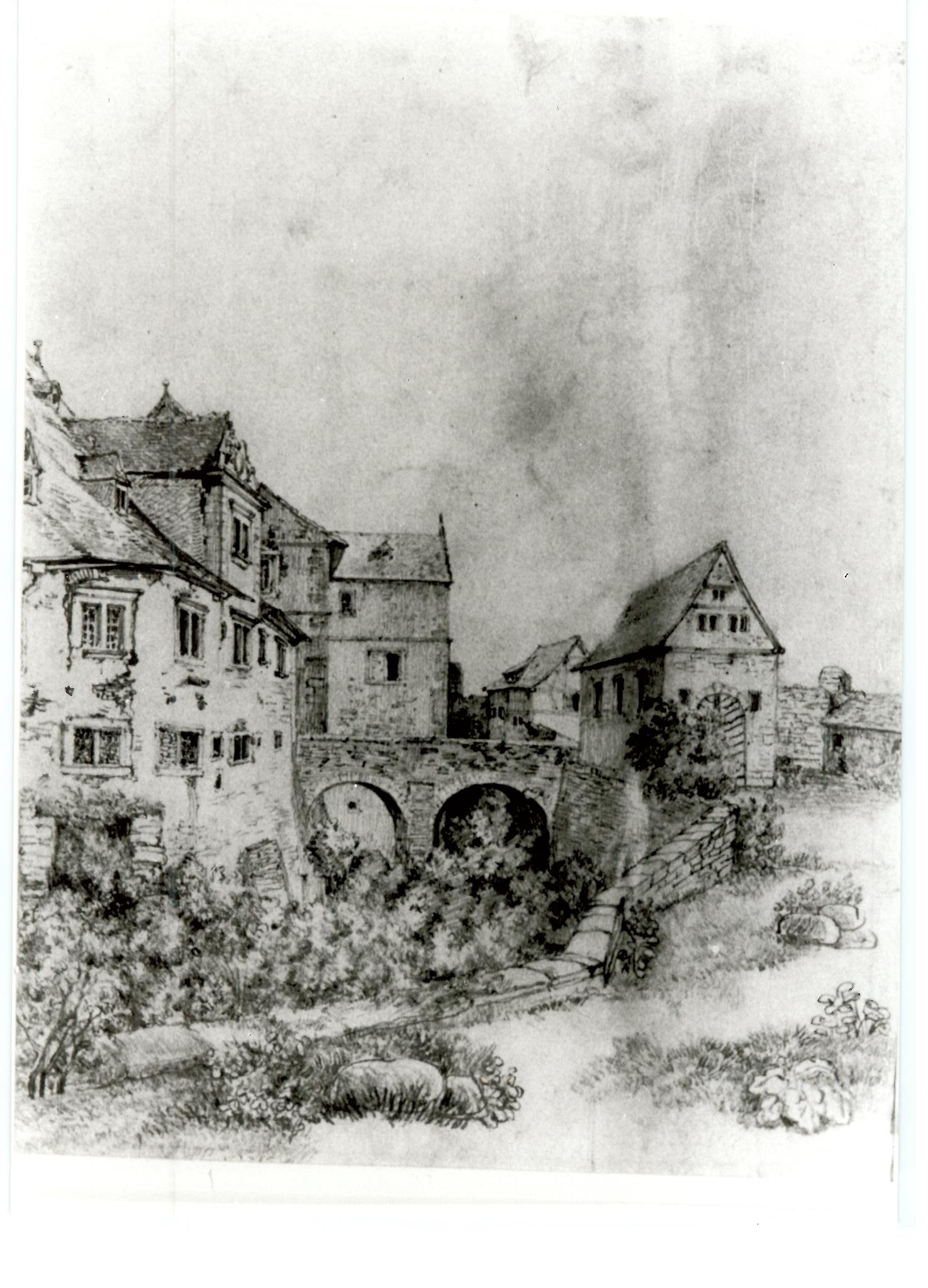
Zeichnung von 1847, ähnliche Blickrichtung, links Föppelsbau, im Bildmittelpunkt Fuchsgraben, rechts das Erbacher Zeughaus
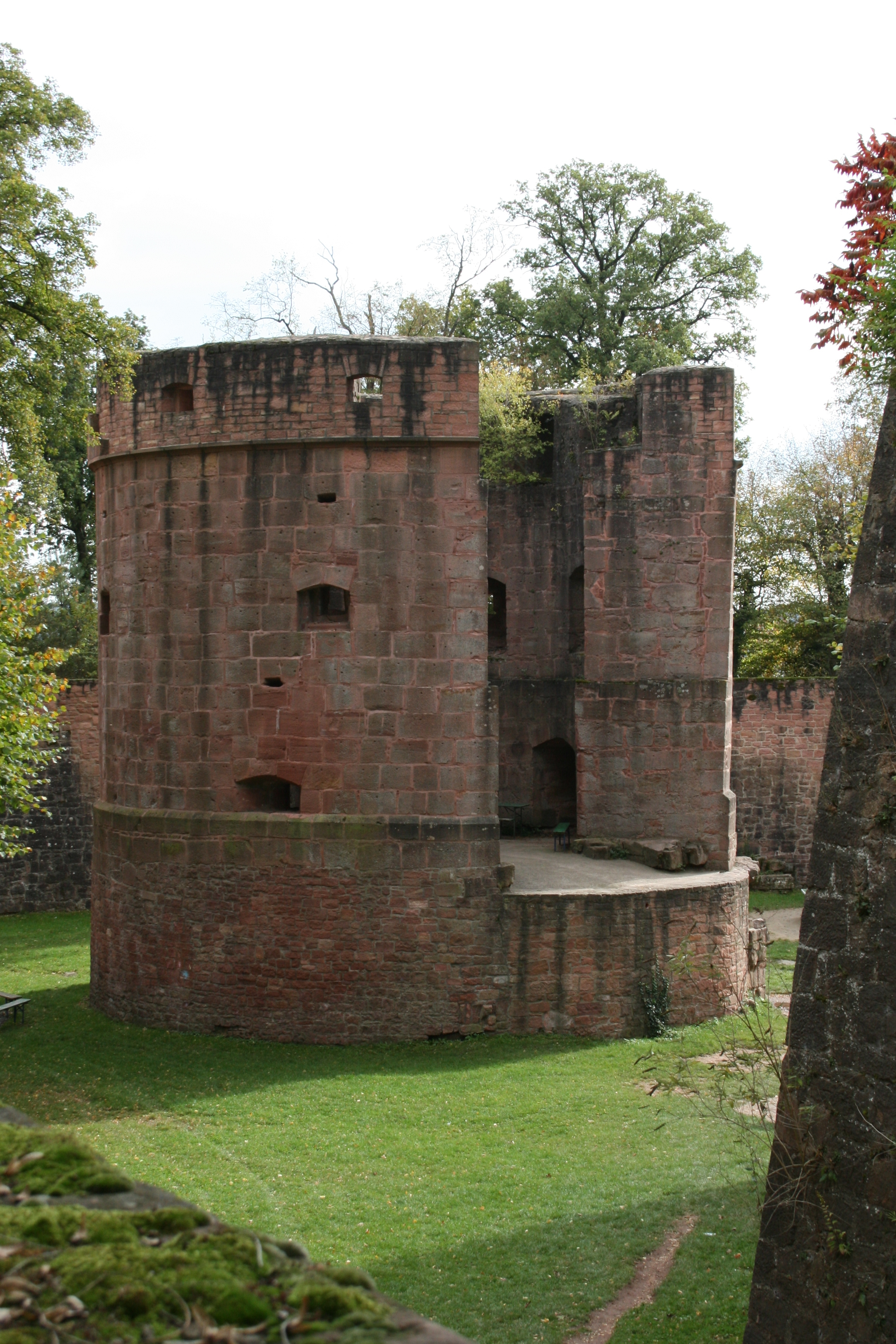
Östlicher Geschützturm (Michaelsturm)
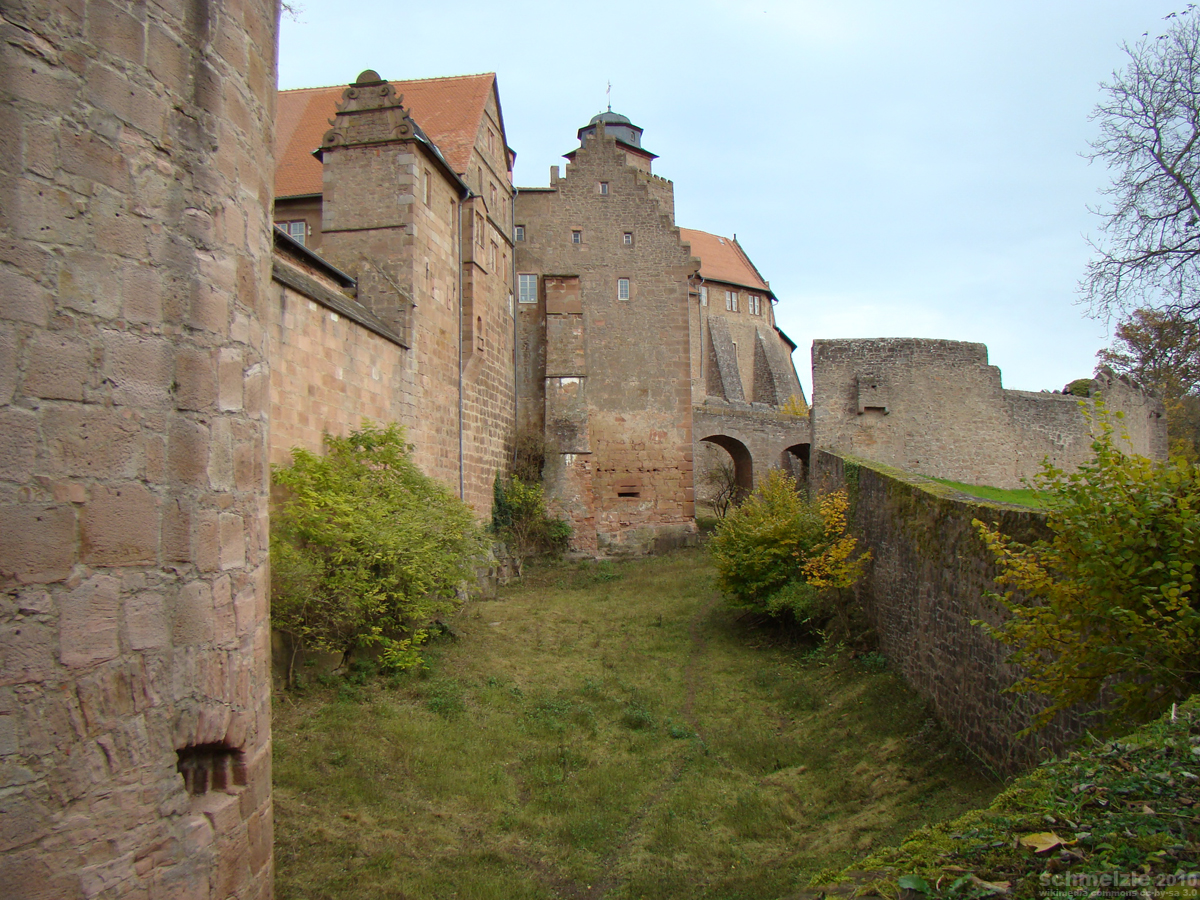
Blick von Westen in den Graben mit Brücke zur Vorburg und Contrescarpe

## Breuberg-Museum

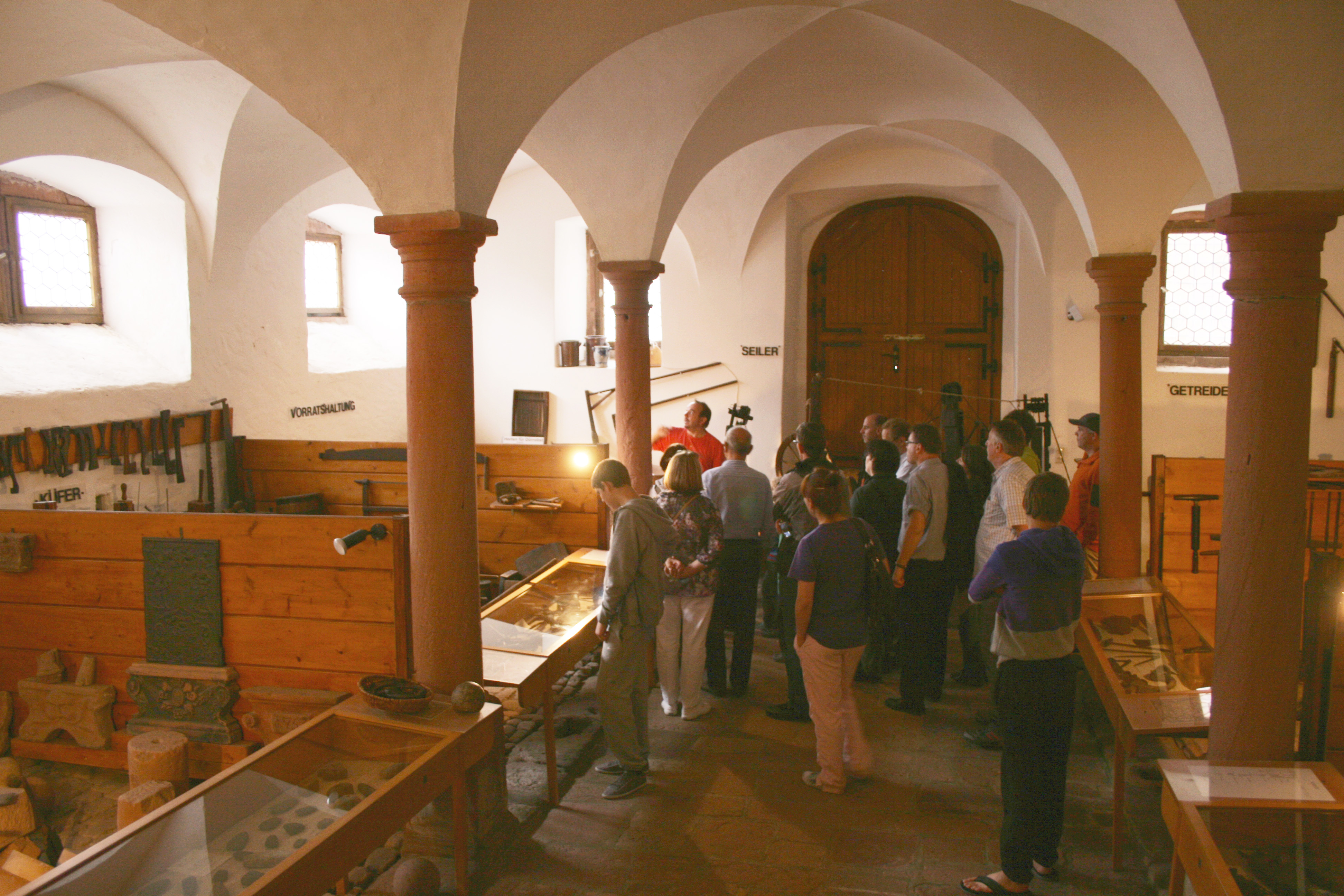
Führung im Breubergmuseum – hier der Marstall

Das seit 1963 bestehende Museum mit zwei Schwerpunkten befindet sich größtenteils im Johann-Casimir-Bau. Wichtigster Teil ist die Geschichte des Breuberger Landes und der Burg.
Frühe Keramikfunde stammen aus der Vorgeschichte und befinden sich zusammen mit römischen und mittelalterlichen Scherben in einer Vitrine im Heimatmuseum im Dachbereich. Im Rittersaal, richtig ist der Johann-Casimir-Bau, ist die Stuckdecke mit Geschichten von den Reisen von Johann-Casimir bemerkenswert. Hier sind auch Waffen, wie Schwerter und auch Exponate aus dem Dreißigjährigen Krieg ausgestellt. Ein kleines Lapidarium im Marstall (Keller des Johann-Casimir-Bau) zeigt einige römische Steindenkmäler aus dem Breuberger Land, darunter ein Viergötterstein, der bereits 1543 am Arnheiter Hof gefunden wurde, ein menschlicher Kopf aus römischer Zeit (möglicherweise ein Genius) und eine Kopie des Raibacher Bildes. Ebenfalls im Keller wird die Sammlung Schwarz gezeigt, eine beträchtliche Zahl von Steinklingen und Dechseln aus verschiedenen vorgeschichtlichen Epochen, die ein Laie aus Lengfeld im Breuberger Land gesammelt hat. Im Wertheimer Zeughaus befinden sich einige mittelalterliche Grabdenkmäler sowie historische Feuerwehrfahrzeuge und -geräte.
Der weitere Teil der Ausstellung im Marstall widmet sich der Entwicklung vom Handwerk zur Industrie im unteren Mümlingtal. Gezeigt werden kleinbäuerliche und handwerkliche Geräte sowie eine große Sammlung von Gegenständen aus Handwerkerhaushalten.
Der Brunnenraum wurde mit Tafeln und über die Geschichte der Wasserversorgung der Burg und entsprechende Utensilien erweitert. Auf der Schütt wurde eine Schmiede eingerichtet. Das Erbacher Zeughaus auf der Schütt wird seit 2014 als Standesamt genutzt.
Das Museum ist nur bei Führungen geöffnet. Offene Führungen finden am Wochenende sowie in den hessischen Ferien und an Feiertagen statt. Gruppenführungen können ganzjährig gebucht werden. Bei Führungen, wie Breuberg-Intensiv oder Burg bei Nacht werden auch weitere Sammlungen im Dachboden der Burg, die Kapelle, sowie das Heimatmuseum gezeigt.